# Crouy-sur-Ourcq
Crouy-sur-Ourcq è un comune francese di 1 778 abitanti situato nel dipartimento di Senna e Marna nella regione dell'Île-de-France.

## Società

### Evoluzione demografica
Abitanti censiti